# Bande de fréquences
Pour les articles homonymes, voir bande et fréquence (homonymie).
Une bande de fréquences définit une plage de fréquences d'ondes radio qui bénéficient de propriétés physiques similaires, par exemple en capacité de pénétration des matériaux et peuvent être utilisées pour un même usage.

## Bande de fréquence, par utilisation
Parmi les utilisations, citons : 
- radiodiffusion
- télédiffusion
- radar et ses différentes utilisations
- téléphonie mobile
- bandes marines, fréquences maritimes pour la détresse
- bandes aéronautiques
- télégraphie sans fil
- communications militaires, ou de la police
- bandes des radioamateurs
- radioastronomie et radioastronomie amateur
- réseaux sans fil, Wi-Fi et Bluetooth

## Autorités compétentes
Chaque autorité territoriale compétente définit comment le spectre est découpé en bandes et, éventuellement, sous-bandes, et quel est l'usage de chacune : Union internationale des télécommunications, CEPT, ANFR, ...

## Utilisation par bande de fréquences
| Utilisation                                       | Fréquences |
| ------------------------------------------------- | --- |
| télévision terrestre télédiffusion                | UHF. Une portion de cette plage est effectivement utilisée : les bandes IV et V (470 à 860 MHz).                   |
| télévision par satellite (réception par parabole) | bande C et bande Ku.                                                                                               |
| radio FM                                          | une partie des VHF est utilisée : la bande II (87,5 à 108 MHz).                                                    |
| en téléphonie mobile                              | les UHF sont utilisées et réparties entre les générations de standards (GSM, UMTS et LTE) et entre les opérateurs. |

Les radioamateurs ont l'autorisation d'émettre sur une vingtaine de bandes étroites, réparties sur tout le spectre électromagnétique[réf. nécessaire].